# Мерсер (округ, Нью-Джерсі)
Шаблон:StateAbbr_ 40°17′ пн. ш. 74°42′ зх. д. / 40.28° пн. ш. 74.7° зх. д.
Округ  Мерсер (англ. Mercer County) — округ (графство) у штаті  Нью-Джерсі, США. Ідентифікатор округу 34021.

## Історія
Округ утворений 1838 року.

## Демографія
За даними перепису 
2000 року 
загальне населення округу становило 350761 осіб, зокрема міського населення було 335856, а сільського — 14905.
Серед мешканців округу чоловіків було 170750, а жінок — 180011. В окрузі було 125807 домогосподарств, 86288 родин, які мешкали в 133280 будинках.
Середній розмір родини становив 3,16.
Віковий розподіл населення поданий у таблиці:
| Стать    | До 15 років | 15-21 | 22-29 | 30-39 | 40-49 | 50-65 | 65-85 | Понад 85 |
| -------- | ----------- | ----- | ----- | ----- | ----- | ----- | ----- | -------- |
| Чоловіки | 36103       | 18499 | 18691 | 27436 | 27131 | 25300 | 16077 | 1513     |
| Жінки    | 34761       | 18101 | 17453 | 27464 | 28069 | 27613 | 22637 | 3913     |

## Виноски
1. ↑  Encyclopædia Britannica
2. ↑  Forstall, Richard L. Population of states and counties of the United States: 1790 to 1990 from the Twenty-one Decennial Censuses [Архівовано 2 січня 2016 у Wayback Machine.], pp. 108-109. Бюро перепису населення США, March 1996. ISBN 9780934213486. Accessed October 3, 2013.
3. ↑  New Jersey: 2010 - Population and Housing Unit Counts; 2010 Census of Population and Housing [Архівовано 2013-07-23 у Wayback Machine.], p. 6, CPH-2-32. Бюро перепису населення США, August 2012. Accessed August 29, 2016.
4. ↑  DP-1 - Profile of General Demographic Characteristics: 2000; Census 2000 Summary File 1 (SF 1) 100-Percent Data for Mercer County, New Jersey[недоступне посилання], Бюро перепису населення США. Accessed January 21, 2013.(англ.) Наведено за англійською вікіпедією.
5. ↑  DP1 - Profile of General Population and Housing Characteristics: 2010 Demographic Profile Data for Mercer County, New Jersey[недоступне посилання], Бюро перепису населення США. Accessed March 25, 2016.
6. ↑  American FactFinder. Бюро перепису населення США. Архів оригіналу за 26 лютого 2012. Процитовано 31 січня 2008.

| США | Це незавершена стаття з географії США. Ви можете допомогти проєкту, виправивши або дописавши її. |